# Manoel-sziget
A Manoel-sziget (máltai nevén Il-Gżira ta'Manwel, angolul Manoel Island) egy lapos sziget Málta északkeleti részén, a Marsamxett öbölben. A szigetnek állandó lakossága jelenleg nincs. Közigazgatásilag Gżira helyi tanácsához tartozik.

## Története
A Manoel-szigetet eredetileg l'Isola del Vescovonak (máltaiul il-Gżira tal-Isqofnak) hívták, melynek szó szerinti fordítása: „A püspök szigete”. Első ismert birtokosa ugyanis a vallettai katedrális volt, amely 1570-ben vásárolta meg. Köznapi neve ekkoriban Isolotto volt. A sziget első épülete az 1643-ban Jean-Paul de Lascaris-Castellar johannita nagymester utasítására alapított San Rocco járványkórház volt, amelynek árkádos épülete ma is látható. 1723-ban António Manuel de Vilhena nagymester utasítására megkezdődött a Fort Manoel erődjének építése. Fort Manoelt a 18. századi haditechnika csodájának tartják. Az erődre vonatkozó eredeti terveket Louis d'Augbigne Tigne-nek tulajdonítják, és úgy tartják, hogy  barátja és kollégája Charles F. de Mondion módosította, aki egy kriptában van elásva az erőd alatt. Bár a tervek szerint egy erődített várost kellett volna fejleszteni a szigeten, végül csak az 500 katonát ellátó erőd épült meg. A nagymesterről kapta a sziget mai nevét. A második világháború alatt a Manoel-szigetet és erődjét tengerészeti támaszpontnak használta az angol királyi flotta. Az erőd 1998 óta a Lovagi erődök Málta kikötőiben nevű világörökségi helyszín része, ezért 2006 óta jelentős restauráláson ment keresztül.

## Élővilága
Élővilága az egyre nagyobb beépítés miatt szinte eltűnt. Több éven keresztül adott otthont egy furcsa, nem hivatalos védett területnek, amelyet egy helyi önkéntes a helyi tanács támogatásával hozott létre kacsáknak és más vízimadaraknak, és magánadományokból finanszírozott.